# Montfermy
Montfermy ist eine französische Gemeinde mit 226 Einwohnern (Stand: 1. Januar 2022) im Département Puy-de-Dôme in der Region Auvergne-Rhône-Alpes. Sie gehört zum Arrondissement Riom und zum Kanton Saint-Ours (bis 2015: Kanton Pontgibaud). 

## Geographie
Montfermy liegt etwa 23 Kilometer westnordwestlich von Clermont-Ferrand am Sioule. Umgeben wird Montfermy von den Nachbargemeinden Saint-Jacques-d’Ambur im Norden und Nordwesten, Chapdes-Beaufort im Norden und Osten, Bromont-Lamothe im Süden und Südosten sowie La Goutelle im Süden und Westen.

## Bevölkerungsentwicklung
| Jahr                       | 1962 | 1968 | 1975 | 1982 | 1990 | 1999 | 2006 | 2013 |
| Einwohner                  | 182  | 189  | 186  | 175  | 146  | 159  | 185  | 221  |
| Quellen: Cassini und INSEE |      |      |      |      |      |      |      |      |

## Sehenswürdigkeiten
- Kirche Saint-Léger, ursprünglich aus dem 12. Jahrhundert, heutiger Bau aus dem 14. Jahrhundert, Monument historique seit 1908

## Weblinks

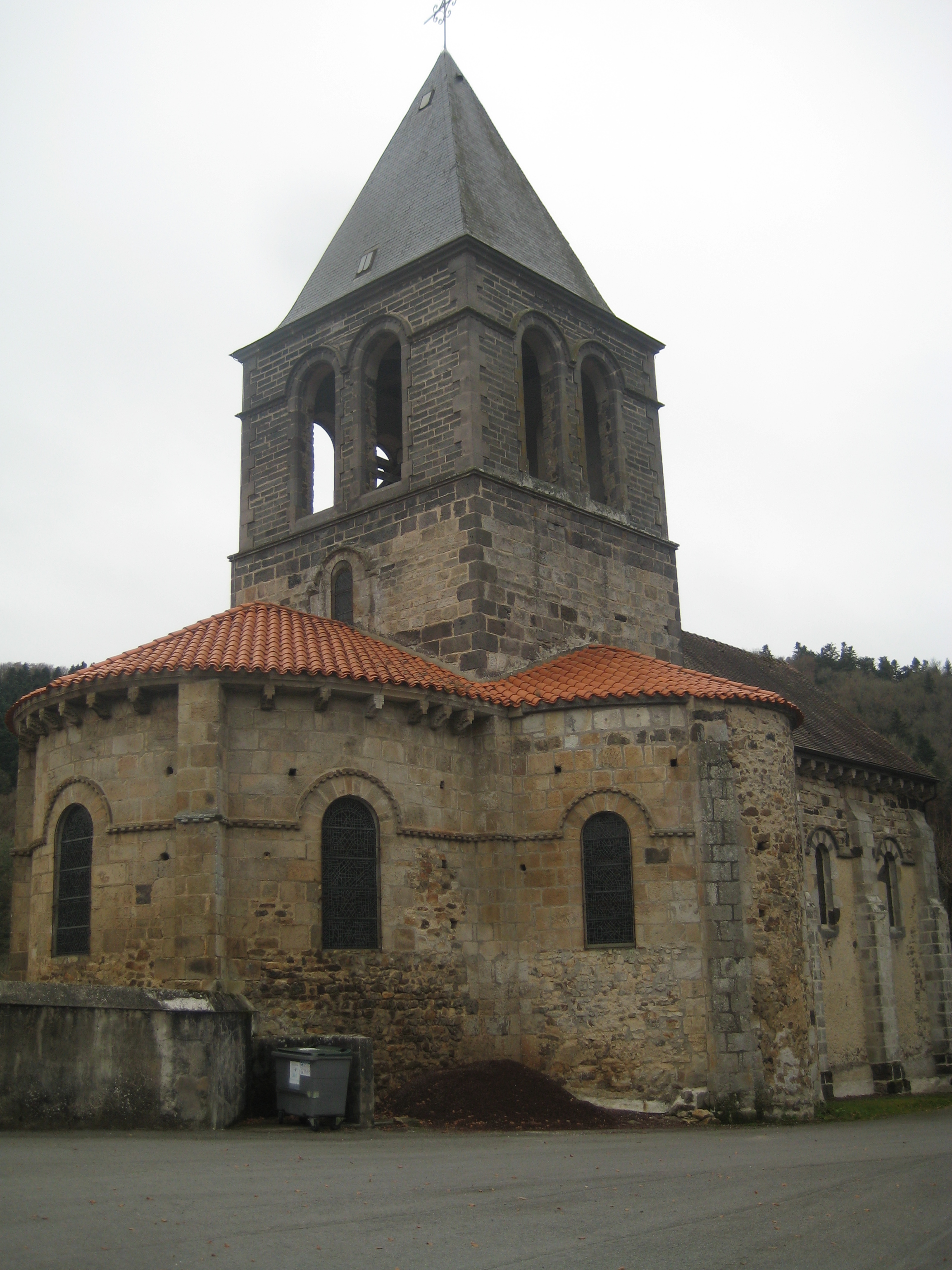
Kirche Saint-Léger